# Oecophylla brischkei
Oecophylla brischkei är en myrart som beskrevs av Mayr 1868. Oecophylla brischkei ingår i släktet Oecophylla och familjen myror. Inga underarter finns listade i Catalogue of Life.